# I figli del leopardo
(Teo prima che baci e si fidanzi la bella Margherita)
I figli del leopardo è un film del 1965 diretto da Sergio Corbucci. 
È una parodia del film Il Gattopardo di Luchino Visconti.

## Trama
La commedia narra delle disavventure di Franco e Ciccio, cavadenti di professione e girovaghi, figli abbandonati di Maria Rosa e del nobile con il pallino delle invenzioni Fifì Tulicò, detto il "Leopardo", mentre a queste si alternano le scorribande della banda del brigante Babalone, capitanata dalla bella Margherita, e le avventure che si vivevano con i soldati borbonici e garibaldini di ordine in Sicilia. 
Ognuno al prologo del film avrà il suo lieto fine: Margherita si fidanzerà col tenente garibaldino Teo, combattendo assieme a lui nelle file di Garibaldi, il barone Tulicò farà sposare Maria Rosa con un suo amante, il generale Baldigari, e invece lo stupido Babalone viene catturato dalla polizia.